# Titularbistum Pudentiana
Pudentiana (ital.: Pudenziana) ist ein Titularbistum der römisch-katholischen Kirche.
Die in Nordafrika gelegene Stadt war ein alter römischer Bischofssitz, der im 7. Jahrhundert mit der islamischen Expansion unterging. Er lag in der römischen Provinz Numidien.
| Titularbischöfe von Pudentiana |                                   |                                            |                   |                    |
| Nr.                            | Name                              | Amt                                        | von               | bis                |
| 1                              | Mario Casariego y Acevedo CRS     | Weihbischof in Guatemala (Guatemala)       | 15. November 1958 | 12. November 1963  |
| 2                              | Victor Garaygordóbil Berrizbeitia | Prälat von Los Ríos (Ecuador)              | 29. November 1963 | 5. Januar 1978     |
| 3                              | Óscar Rodríguez Maradiaga SDB     | Weihbischof in Tegucigalpa (Honduras)      | 28. Oktober 1978  | 8. Januar 1993     |
| 4                              | Peter Ingham                      | Weihbischof in Sydney (Australien)         | 24. Mai 1993      | 6. Juni 2001       |
| 5                              | Sérgio Aparecido Colombo          | Weihbischof in São Carlos (Brasilien)      | 10. Oktober 2001  | 3. Dezember 2003   |
| 6                              | László Kiss-Rigó                  | Weihbischof in Esztergom-Budapest (Ungarn) | 24. Januar 2004   | 20. Juni 2006      |
| 7                              | Shelton Fabre                     | Weihbischof in New Orleans (USA)           | 13. Dezember 2006 | 23. September 2013 |
| 8                              | György Snell                      | Weihbischof in Esztergom-Budapest (Ungarn) | 20. Oktober 2014  | 26. Februar 2021   |
| 9                              | Carlos Alberto Godoy Labraña      | Weihbischof in Santiago de Chile (Chile)   | 22. Juni 2021     | 8. September 2023  |
| 10                             | Óscar Álvarez Orellana            | Weihbischof in San Salvador (El Salvador)  | 16. Dezember 2023 |                    |